# Noah Adedeji-Sternberg
Noah Adedeji-Sternberg (19 giugno 2005) è un calciatore belga, attaccante del Genk.

## Carriera

### Club
Ha iniziato a giocare in belgio nei settori giovanili di Anversa ed R.E. Mouscron, per poi trasferirsi in Germania dove ha giocato per RW Oberhausen e Borussia M'gladbach.
Il 7 luglio 2023 è stato acquistato dal Genk con cui ha firmato un quadriennale venendo assegnato alla seconda squadra in Challenger Pro League. Ha debuttato il 20 agosto nell'incontro vinto 5-2 contro il Francs Borains ed ha segnato il suo primo gol il 3 novembre nella partita persa 3-2 contro il RFC Liegi.
Il 17 febbraio 2024 ha esordito in prima squadranell'incontro di Pro League vinto 3-1 contro il RWDM47.

### Nazionale
Ha giocato con le nazionale belga Under-19.

## Statistiche

### Presenze e reti nei club
Statistiche aggiornate al 8 febbraio 2025.
| Stagione        | Squadra         | Campionato      | Campionato | Campionato | Coppe nazionali | Coppe nazionali | Coppe nazionali | Coppe continentali | Coppe continentali | Coppe continentali | Altre coppe | Altre coppe | Altre coppe | Totale | Totale | Totale |
| Stagione        | Squadra         | Comp            | Pres       | Reti       | Comp            | Pres            | Reti            | Comp               | Pres               | Reti               | Comp        | Pres        | Reti        | Pres   | Reti   |        |
| --------------- | --------------- | --------------- | ---------- | ---------- | --------------- | --------------- | --------------- | ------------------ | ------------------ | ------------------ | ----------- | ----------- | ----------- | ------ | ------ | ------ |
| 2023-2024       | Jong Genk       | CPL             | 24         | 5          | -               | -               | -               | -                  | -                  | -                  | -           | -           | -           | 24     | 5      |        |
| 2024-2025       | Jong Genk       | CPL             | 3          | 0          | -               | -               | -               | -                  | -                  | -                  | -           | -           | -           | 3      | 0      |        |
| 2023-2024       | Genk            | D1              | 5          | 0          | CB              | 0               | 0               | -                  | -                  | -                  | -           | -           | -           | 5      | 0      |        |
| 2024-2025       | Genk            | D1              | 20         | 3          | CB              | 5               | 1               | -                  | -                  | -                  | -           | -           | -           | 25     | 4      |        |
| Totale carriera | Totale carriera | Totale carriera | 52         | 8          |                 | 5               | 1               |                    | -                  | -                  |             | -           | -           | 57     | 9      |        |